# 알투도루 포도주 산지
알투도루 포도주 산지(포르투갈어: Região Vinhateira do Alto Douro 또는 Alto Douro Vinhateiro)는 포르투갈의 북서부에 위치한 약 2만 6천 헥타르에 이르는 지역으로, 2001년 UNESCO에 의해 세계유산으로 지정되었으며, 주위를 에워싼 산으로 인해 고유한 풍토적, 기후적 특성을 보인다.
이 지역은 도루강이 흐르며, 도루 와인 산지의 일부를 구성한다. 2000년 이상 포도주가 생산되었고, 이 중에는 세계적으로 잘 알려진 포르투 포도주가 포함되어 있다.